# Bitka pri Fishing Creek
Bitka pri Fishing Creek, imenovana tudi bitka pri Catawba Ford, je bila bitka ameriške revolucije, ki se je odvijala 18. avgusta 1780 med ameriškimi in britanskimi silami, vključno z 71. pehotnim polkom, Fraserjevimi višavci. Potekala je blizu sotočja Fishing Creeka in reke Catawba v Južni Karolini. Britanske sile pod vodstvom Banastra Tarletona so presenetile milico Thomasa Sumterja, ubile precejšnje število, zajele približno 300 ujetnikov in skoraj ujele Sumterja, ki naj bi bil po nekaterih navedbah v času napada spal.

## Ozadje
Po porazu sil kontinentalne vojske iz Južne Karoline v bitki pri Waxhawsu maja 1780 se je britanska "južna strategija" za ponovno osvojitev uporniških Združenih držav v ameriški revoluciji zdela Charlesu Cornwallisu, britanskemu poveljniku na jugu, uspešna. Britanske in lojalistične postojanke so bile vzpostavljene po vsej Južni Karolini in Georgiji.
V odsotnosti enot kontinentalne vojske v Južni Karolini so poveljniki milic, kot so Francis Marion, Andrew Pickens st. in Thomas Sumter, začeli oblikovati enote za boj proti britanski prisotnosti. Sumter je bil še posebej uspešen v severnem delu države, saj je v začetku avgusta 1780 napadel Rocky Mount in Hanging Rock. Avgusta se je v Severni Karolini začela oblikovati nova grožnja kontinentalne vojske, saj je general Horatio Gates začel premikati preoblikovano vojaško formacijo, ki jo je spremljalo veliko število milic, proti jugu, da bi se spopadel z britansko postojanko v Camdenu v Južni Karolini. Cornwallis je premestil okrepitve v Camden iz Charlestona v Južni Karolini, medtem ko je Sumter, v določenem usklajevanju z Gatesovimi premiki, nadlegoval britanske komunikacijske in oskrbovalne linije. Vojski Gatesa in Cornwallisa sta se srečali severno od Camdena 16. avgusta, in Gates je bil odločilno poražen.
Dan prej je Sumter dvakrat napadel britanske oskrbovalne konvoje in njegove sile so bile upočasnjene zaradi ujetnikov in osemdesetih vagonov zalog. Premikal se je proti severu proti Charlotte v Severni Karolini, ko je izvedel za katastrofo v Camdenu. Kljub tej novici ni sprejel nekaterih osnovnih previdnostnih ukrepov, ko se je njegova kolona 17. avgusta ustavila blizu Fishing Creeka. Po zmagi v Camdenu je Cornwallis ukazal vojakom, vključno z Banastrom Tarletonom in lojalistično britansko legijo, da poiščejo in nevtralizirajo Sumterja.

## Bitka
Tarleton, ki je poveljeval približno 350 možem, je 17. avgusta zapustil glavno vojsko in se najprej odpravil proti Rocky Mountu, kjer je slišal, da je Sumter taboril. Tja je prispel pozno popoldne, le da je izvedel, da se je Sumter že premaknil naprej proti severu in je taboril na drugi strani reke Catawba. Naslednje jutro je prečkal reko in se s svojo značilno hitrostjo premikal, dokler ni dosegel Sumterjevega tabora, kjer je ponovno ugotovil, da se je Sumter že premaknil. Izbral je 160 mož iz svoje čete in ostale pustil, da mu pokrivajo hrbet, Tarleton je nadaljeval zasledovanje in končno dohitel Sumterja pri Fishing Creeku.
Medtem, ko je Sumter postavil straže na določeni razdalji od svojega tabora, jih je Tarleton uspel preplaviti, preden so lahko sprožile alarm. Oblikoval je konjenico in napadel Sumterjev nepripravljen tabor, hitro prevzel nadzor nad orožjem. Sumter, ki je spal pod vozom, je komaj pobegnil v nastali paniki.

## Posledice
Tarleton je osvobodil ujetnike in ponovno zajel vagone z zalogami, ki jih je Sumter vzel, ter zajel 300 Sumterjevih mož.
Sumter je dva dni kasneje sam prispel v Charlotte. Sčasoma je ponovno oblikoval svojo milico in se novembra 1780 maščeval Tarletonu na Blackstockovi kmetiji – čeprav je bil Sumter sam ranjen na začetku bitke in je poveljstvo prevzel polkovnik John Twiggs iz Georgije.